# Censure d'Internet en Turquie
Cet article traite de la censure de l'Internet en Turquie. L'état de la liberté sur Internet en Turquie est qualifié de « non-libre » par l'ONG américaine Freedom House et la politique de censure d'Internet par le gouvernement de « sévère » par Turkey Blocks (en), un organisme indépendant de surveillance des droits digitaux.

## Historique
À partir  des années 2000, le gouvernement turc a lancé des réformes légales et institutionnelles motivées par l'ambition du pays de devenir un État membre de l'Union européenne. Dans le même temps, la Turquie a manifesté les signes d'une grande sensibilité à la diffamation et autres contenus en ligne « inappropriés », ce qui a conduit à la fermeture de nombreux sites Internet locaux et internationaux. Tout le trafic internet passe par l'infrastructure de Türk Telecom, permettant un contrôle centralisé sur le contenu mis en ligne et facilitant l'application de décisions de fermeture,. La situation va progressivement changer au fur et à mesure du durcissement du discours du gouvernement.
En décembre 2010, l'OpenNet Initiative, une organisation non partisane basée au Canada et aux États-Unis qui examine, analyse et met en lumière les pratiques de filtrage et de surveillance d'Internet, a qualifié la censure d'Internet en Turquie de sélective (troisième niveau sur quatre dans leur classification) dans les domaines sociaux, politiques et des outils d'Internet, et n'a trouvé aucune preuve de censure sur le domaine de la sécurité et des conflits. Toutefois, également en 2010, Reporters sans frontières a ajouté la Turquie à sa liste des 16 pays « sous surveillance » (la moins sévère des deux listes de censure d'Internet qu'elle tient à jour), affirmant :

« L'année 2010 a été marquée par le très médiatique déblocage du site de partage de vidéos YouTube qui, malheureusement, n'équivaut pas à la levée de la censure en ligne en Turquie. Dans un pays où les sujets tabous abondent, plusieurs milliers de sites internet restent inaccessibles et les poursuites judiciaires contre des journalistes sur Internet persistent. »

En juillet 2010, l'Association d'informatique alternative (en) (Alternatif Bilişim Derneği) a organisé une des premières et des plus grandes manifestations contre la censure d'Internet à Istanbul. Une seconde vague de manifestations a eu lieu au mois de mai 2011 dans 30 villes de Turquie.
Le rapport sur la Liberté du Net de 2015 a aussi relevé que plus de 60 000 sites restaient bloqués en Turquie et que le Conseil des télécommunications turques (en) (Telekomünikasyon İletişim Başkanlığı, TİB) avait bloqué 22 645 sites internet sans décision préalable émanant d'un tribunal rien que durant l'année 2014. Twitter a été bloqué durant deux semaines et YouTube pendant deux mois en 2014,.
Dans son rapport sur la Liberté sur le Net (Freedom on the Net) de 2016, Freedom House a qualifié l'état de la liberté sur Internet en Turquie de « non-libre », déclarant que:
- Les connexions mobiles et internet avaient été suspendues de façon répétée à Yuksekova, Cizre, Sur, Silopi et dans d'autres villes du Sud-Est du pays durant les perquisitions des agences de sécurité contre des militants ; Twitter, Facebook et YouTube ont été temporairement bloqués en de nombreuses occasions — habituellement à la suite d'attaques terroristes — avant de procéder à des restrictions d'accès à certains messages ou comptes spécifiques ;
- La Turquie représentait près de 90 % du contenu limité localement par Twitter durant la seconde moitié de l'année 2015. Les autorités turques ont émis une amende de 150 000livres turques (47 000euros en 2015) contre l'entreprise pour avoir refusé de retirer ce qui a été qualifié de « propagande terroriste » de leur site ;
- Des trolls pro-gouvernement ont intensifié leurs campagnes de harcèlement contre les voix et les organisations de l'opposition présentes dans les réseaux sociaux à l'aide de campagnes de dénigrement et de faux comptes ;
- Des journalistes tels que Hayri Tunç, Aytekin Gezici, et Bülent Keneş ont été condamnés à de longues peines de prison pour avoir « insulté » des responsables publics ou pour avoir diffusé de la « propagande terroriste » ;
- Une cyberattaque de 14 jours a conduit à la mise hors-ligne de 400 000 sites internet turcs et à la suspension temporaire des services de banque de détail dans le pays.

La politique de censure d'Internet de la Turquie est passée de « modérée » à « sévère » à la fin de l'année 2016, à la suite d'une série de fermetures des réseaux sociaux, de coupures Internet régionales et de restrictions sur les outils de contournement que sont VPN et Tor, documentés par Turkey Blocks (en), un organisme indépendant de surveillance des droits digitaux,. Quelques mois plus tôt, Freedom House, un groupe de recherche sur les droits de l'Homme, avait déjà qualifié de « non-libre (not free) » la liberté d'Internet dans le pays, en précisant dans son rapport que cette évaluation avait été faite avant les restrictions plus poussées ayant suivi le coup d'État militaire avorté en juillet.
En ce qui concerne la censure d'Internet, dans un rapport de 2017 sur la liberté des médias et la liberté d'expression en Turquie, le Commissaire aux droits de l'homme du Conseil de l'Europe a remarqué :
- une augmentation du blocage et du filtrage des sites internet ;
- un recours plus fréquent à la limitation de la bande passante durant les crises intérieures, rendant inaccessibles certains réseaux sociaux et certaines plateformes ;
- des cas de fermeture complète d'Internet
- une augmentation des poursuites judiciaires et des arrestation à cause d'activités en ligne, ce qui a accru l'auto-censure.

En avril 2017, par l'intermédiaire de son Autorité des technologies de communication et d'information, la Turquie bloque l'accès à Wikipédia à la suite de la publication d'articles et de commentaires alléguant que la Turquie serait proche de groupes terroristes.
En 2021, le magazine d’enquête ProPublica dévoile que la direction de Facebook a cédé aux pressions de la Turquie lors de la campagne turque contre les forces kurdes syriennes en 2018. Alors que le gouvernement de Recep Tayyip Erdoğan menaçait l’entreprise de représailles, Sheryl Sandberg, la directrice des opérations de Facebook, aurait décidé de bloquer la page officielle des forces kurdes syriennes (YPG) en Turquie pour ne pas perdre ce marché important.

## Cadre légal
La loi no 5651 a été promulguée en 2007 en Turquie avec l'objectif déclaré de protéger les familles et les mineurs,. La voie vers sa promulgation était toute tracée après l'interdiction prononcée contre YouTube en 2007, à cause d'une vidéo insultant le fondateur de la république turque Kemal Atatürk. Depuis, cette loi a été appliquée de manière très restrictive, causant souvent des épisodes de censure contre des citoyens ordinaires, des journalistes et des organes de presse. Pour cette raison, les experts[Qui ?] considèrent la loi no 5651 comme étant particulièrement controversée.
Le 5 février 2014, le Parlement turc a adopté un projet de loi controversé modifiant la réglementation d'Internet en Turquie (en). Il permet au Conseil des télécommunications turques (TİB) de bloquer n'importe quel site durant 4 heures sans avoir à obtenir au préalable l'aval d'un tribunal, et exige des fournisseurs d'accès à Internet de stocker toutes les données sur les activités des usagers du web pendant deux ans et de les rendre accessibles sur demande aux autorités. Après la tentative de coup d'État du 15 juillet 2016, les pouvoirs du TİB ont été transférés à l'Autorité des Technologies et des Communications (en) (Bilgi Teknolojileri ve Iletisim Kurumu – BTK) qui auparavant supervisait les activités du TİB.
La loi no 5651 concernant Internet interdit :
- les crimes contre Mustafa Kemal Atatürk, le fondateur de la Turquie moderne (Article 8/b) ;
- les propositions et la promotion de la prostitution ;
- les jeux d'argent en ligne et les paris non autorisés
- l'exploitation sexuelle d'enfants ;
- la promotion du suicide ;
- la promotion de l'utilisation et du commerce de drogues.

Des sites internet peuvent aussi être bloqués pour les raisons suivantes :
- Violations des lois sur le copyright, en particulier les sites de partage de fichiers mp3 et de streaming de films ;
- Insultes à l'encontre d'organes d'État et de personnes physiques ;
- Crimes liés au terrorisme ; notamment les sites diffusant des nouvelles sur les problématiques du Sud-Est de la Turquie et la question kurde ;
- Violation des règlementations sur les marques déposées ;
- Commerce déloyal soumis à la réglementation du Code commercial turc ;
- Violation des articles 24, 25, 28 et 28 de la constitution (libertés de religion, d'expression, de pensée et de la presse).

Depuis les amendements de 2015, la sécurité nationale peut constituer aussi un motif pour des restrictions d'accès.
Il est possible de faire appel de la décision de bloquer un site, mais seulement a posteriori, c'est-à-dire une fois le site bloqué. Néanmoins, à cause du caractère grand-public des principaux sites bloqués et de la faiblesse des bases juridiques, techniques et éthiques justifiant la censure, les sites bloqués demeurent souvent accessibles via des proxy ou moyennant changement de serveur DNS.

## Statistiques 2020
D'après Freedom of Expression Association, citée par Nathalie Loiseau, 467 000 sites web, 150 000 URL, 7 500 comptes Twitter, 50 000 tweets, 12 000 vidéos YouTube, 8 000 posts Facebook et 6 800 publications Instagram ont été bloqués fin 2020, en application de la loi sur Internet.